# Енріке Хорхе Еррера
Енріке Хорхе Еррера (ісп. Enrique Jorge Herrera; нар. 2 червня 1930, Мендоса) — аргентинський науковець в галузі виноградарства.

## Біографія
Народився 2 червня 1930 року в місті Мендосі (Аргентина). Закінчив Національний університет в Лухан-де-Куйо.
Працював викладачем виноградарства, був науковим співробітником експериментальної бази Сан-Хуан, Національного інституту сільськогосподарської технології, співробітником дослідницького відділу Національного інституту виноградарства і виноробства.

## Наукова діяльність
Наукові дослідження вченного стосуються питань обрізки та щеплення винограду, застосування гормонів і екології винограду.